# 2020年印度農業法案
2020年印度农业法案 是印度议会于2020年9月通過的三项法案。2020年9月17日，人民院率先批准這些法案，2020年9月20日，联邦院批准這些法案。 2020年9月27日，印度总统拉姆·纳特·科温德簽署這些法案。
根據2020年印度農業法案，农民可以直接向食品加工商出售農产品，但农民担心這樣會導致農產品價格下跌，從而使得農民都1收入縮水。 許多農民不滿該法案，於是2020—2021年印度農民抗議爆發。
2021年1月12日，印度最高法院宣佈暂停实施2020年印度農業法案。  2021年12月1日，2020年印度農業法案被正式废除。 